# Förenade arabemiraten i olympiska sommarspelen 2016
Förenade arabemiraten deltog med 13 deltagare vid de olympiska sommarspelen 2016 i Rio de Janeiro. Truppen fick med sig en bronsmedalj.

## Medaljörer
| Medaljör | Namm        | Sport | Gren            | Datum          |
| -------- | ----------- | ----- | --------------- | -------------- |
| Brons    | Sergiu Toma | Judo  | Herrarnas 81 kg | 9 augusti 2016 |

## Cykling

### Landsväg
| Idrottare    | Gren                | Tid             | Placering       |
| ------------ | ------------------- | --------------- | --------------- |
| Yousif Mirza | Herrarnas linjelopp | Fullföljde inte | Fullföljde inte |

## Friidrott
Förkortningar
- Notera– Placeringar avser endast det specifika heatet.
- Q = Tog sig vidare till nästa omgång
- q = Tog sig vidare till nästa omgång som den snabbaste förloraren eller, i fältgrenarna, genom placering utan att nå kvalgränsen
- NR = Nationellt rekord
- N/A = Omgången fanns inte i grenen
- Bye = Idrottaren behövde inte tävla i omgången

Bana och väg
| Idrottare           | Gren                  | Heat     | Heat      | Semifinal        | Semifinal        | Final            | Final            |
| Idrottare           | Gren                  | Resultat | Placering | Resultat         | Placering        | Resultat         | Placering        |
| ------------------- | --------------------- | -------- | --------- | ---------------- | ---------------- | ---------------- | ---------------- |
| Saud Al-Zaabi       | Herrarnas 1 500 meter | 4:02,35  | 13        | Gick inte vidare | Gick inte vidare | Gick inte vidare | Gick inte vidare |
| Betlhem Desalegn    | Damernas 1 500 meter  | DNS      | DNS       | Gick inte vidare | Gick inte vidare | Gick inte vidare | Gick inte vidare |
| Alia Saeed Mohammed | Damernas 10 000 meter | i.u.     | i.u.      | i.u.             | i.u.             | 31:56,74         | 23               |

## Judo
| Idrottare       | Gren                            | Omgång 1             | Omgång 2                  | Kvartsfinaler            | Semifinaler            | Återkval                    | Final / BM           | Final / BM                 |                  |
| Idrottare       | Gren                            | Motståndare Resultat | Motståndare Resultat      | Motståndare Resultat     | Motståndare Resultat   | Motståndare Resultat        | Motståndare Resultat | Placering                  |                  |
| --------------- | ------------------------------- | -------------------- | ------------------------- | ------------------------ | ---------------------- | --------------------------- | -------------------- | -------------------------- | ---------------- |
| Victor Scvortov | Herrarnas lättvikt −73kg        | Bye                  | Mater (YEM) W 101–000     | Ono (JPN) L 000–100      | Gick inte vidare       | Gick inte vidare            | Gick inte vidare     | Gick inte vidare           | Gick inte vidare |
| Sergiu Toma     | Herrarnas halv mellanvikt −81kg | Bye                  | Maresch (GER) W 101–000   | Penalber (BRA) W 101–001 | Nagase (JPN) W 001–000 | Chalmurzaev (RUS) L 100–000 | Bye                  | Marconcini (ITA) W 100–000 | 3                |
| Ivan Remarenco  | Herrarnas halv tungvikt −100kg  | Bye                  | Bouyacoub (ALG) L 000–010 | Gick inte vidare         | Gick inte vidare       | Gick inte vidare            | Gick inte vidare     | Gick inte vidare           | Gick inte vidare |